# Axinopsida
Axinopsida är ett släkte av musslor. Axinopsida ingår i familjen Thyasiridae.
Kladogram enligt Catalogue of Life:
| Axinopsida | \| \| Axinopsida cordata \| \| \| \| \| \| Axinopsida orbiculata \| \| \| \| \| \| Axinopsida serricata \| \| \| \| \| \| Axinopsida viridis \| \| \| \| |
|            | \| \| Axinopsida cordata \| \| \| \| \| \| Axinopsida orbiculata \| \| \| \| \| \| Axinopsida serricata \| \| \| \| \| \| Axinopsida viridis \| \| \| \| |
|            | Adontorhina |
|            | |
|            | Axinodon |
|            | |
|            | Axinulus |
|            | |
|            | Conchocele |
|            | |
|            | Genaxinus |
|            | |
|            | Leptaxinus |
|            | |
|            | Maorithyas |
|            | |
|            | Mendicula |
|            | |
|            | Parathyasira |
|            | |
|            | Thyasira |
|            | |
|            | Axinopsida cordata |
|            | |
|            | Axinopsida orbiculata |
|            | |
|            | Axinopsida serricata |
|            | |
|            | Axinopsida viridis |
|            | |

|  | Axinopsida cordata    |
|  |                       |
|  | Axinopsida orbiculata |
|  |                       |
|  | Axinopsida serricata  |
|  |                       |
|  | Axinopsida viridis    |
|  |                       |